# Ćaća (2011.)
Ćaća je hrvatski triler Dalibora Matanića iz 2011. godine. Glavne uloge u filmu tumače Judita Franković, Iva Mihalić, Igor Kovač i Ivo Gregurević. Film je u hrvatska kina stigao 24. studenog 2011., a distribuirao ga je Continental Film. FIlm je na 58. Pulskom filmskom festivalu osvojio Zlatnu arenu za režiju, kameru i najbolju sporednu glumicu (Iva Mihalić).

## Radnja
Saznavši da joj je otac teško bolestan, kći je nagovorila svog dečka i sestru na putovanje u očevu kuću gdje se on skrasio nakon što ih je davno napustio. Kći želi iskoristiti zadnju priliku da razgovara s ocem o svemu što se dogodilo u prošlosti. U očevu domu, u izoliranom krajoliku prekrivenu snijegom, počinju se polako otkrivati duboko potisnute mračne obiteljske tajne.

## Uloge

### Glavne uloge
- Judita Franković (kćer)
- Iva Mihalić (sestra)
- Igor Kovač (dečko)
- Ivo Gregurević (ćaća)

## Kritike
Josip Grozdanić ukratko opisuje film kao "Michael Haneke u ličkoj zabiti", te ocjenjuje da je Matanićeva režija spretna i sigurna, glumački nastupi su odlični i povremeno uistinu nadahnuti (osobito onaj zasluženo nagrađene Ive Mihalić), a gradiranje uznemirujućeg ozračja s osloncem na horor je nerijetko dojmljivo. Ivan Žaknić zaključuje da su glumci sjajni u ovoj filmskoj minijaturi kojom Matanić dokazuje da mu nešto kraće forme bolje leže od onih duljih, a Janko Heidl uz glumu hvali i dojmljivu glazbu Jure Ferine i Pavla Miholjevića, te nenametljivo upečatljivu filmsku fotografiju Vanje Černjula.
Jurica Pavičić ocjenjuje da negdje do pola Ćaća funkcionira vrlo dobro. Film posjeduje atmosferu jeze, likovi su uvjerljivi, hororski klišeji dobro presađeni i socijalno relevantni u hrvatskom okružju. Trenutak kad se misteriozno odsutni ćaća konačno pojavi točan je i dobro osmišljen dramaturški akcent. No, umjesto da od te točke brižljivo poveže scenarističke niti i splete ih preciznu cjelinu, Matanić je u drugoj polovici filma pustio dramaturške uzde i priču prepustio nizu nemotiviranih obrata i gomilanju slasherskih obračuna.
Slične pohvale i zamjerke ima i Damir Radić koji zaključuje da je Ćaća dobro režiran i izrazito atmosferičan komad filma, no neka dramaturška rješenja i neke linije koje krasne glumice Judita Franković i Iva Mihalić moraju izgovarati daleko su ispod onoga što Matanić može i zna, ali – kao režiser. Ipak, i on je svrstao film među najinteresantnije hrvatske filmove koje je vidio na 58. Pulskom filmskom festivalu.

## Nagrade
Pulski filmski festival - 2011.
- Zlatna arena za režiju (Dalibor Matanić)
- Zlatna arena za najbolju sporednu žensku ulogu (Iva Mihalić)
- Zlatna arena za kameru (Vanja Černjul)

## Vanjske poveznice
- Ćaća na Internet Movie Database